# Полицейский участок с привидениями
«Полицейский участок с привидениями» (иер. трад. 猛鬼差館, англ. The Haunted Cop Shop) — гонконгская комедия 1987 года, режиссёр Джеффри Лау. Главные роли в фильме исполнили Джеки Чун, Рики Хёй, Билли Лау, Мишель Сима и Боуи Ву. 

## Сюжет
Сюжет фильма разворачивается в полицейском участке, который во время японского вторжения в Гонконг был военным лагерем. Многие офицеры Квантунской армии после капитуляции Японии покончили с собой, совершив сэппуку в этом участке. По слухам души этих умерших остались там и будут появляться и преследовать живых во время японского праздника поминовения усопших.
Проходит более 40 лет. Макги (Джеки Чун) и Чао (Рики Хёй) служат в том самом участке, но они не верят в эту легенду. Однако в день празднования Обон они становятся свидетелями того, как преступник (Билли Лау) превращается в вампира. С этого момента начинается битва между полицией и призраками, которыми кишит весь участок.

## Влияние и сиквел
Многие находки, которые впервые использовались в данной картине, впоследствии были взяты на вооружение для низкобюджетных фильмов («Караоке с привидениями», «Дом проклятых»).
«Полицейский участок с привидениями» имел такую популярность, что было принято решение снять сиквел. В 1988 году вышла вторая картина, над которой работала та же команда и с тем же составом актёров — «Полицейский участок с привидениями 2».

## В ролях
- Джеки Чун — Ким Макги, офицер полиции
- Рики Хёй — Мэн Чао, офицер полиции
- Билли Лау[англ.] — Преступник
- Мишель Сима[англ.] — Надзиратель
- Боуи Ву[англ.] — Офицер полиции
- Рико Чу — Генерал Иссей
- Чун Фат — Чанг Фат Пак
- Инь Сы-Ма — Милли
- Фун Кин-Мань — Дядя Ва
- Ким Ван Чан — Дядя Чун
- Ли Ли Лау — Женщина Вампир
- Енг-До Ли — Регулировщик дорожного движения
- Хо Кван Ли — Офицер полиции
- Чун-хун Лю — Офицер полиции
- Инь Чи — Женщина-призрак
- Бю Гам — Призрак-игрок в маджонг
- Чинг Вэй — Призрак-игрок в маджонг
- Кинг Фэн Ли — Призрак-бармен
- Джеффри Лау — Призрак, посылающий воздушный поцелуй
- Лян Синь — призрак-официант
- Кэм Бо Вонг — Монах Вай Чин
- Фрут Чан — Душевнобольной пациент